# Siennica (Nowy Dwór Mazowiecki)
Pour les articles homonymes, voir Siennica.
Siennica (prononciation : [ɕenˈnit͡sa]) est un village polonais de la gmina de Nasielsk dans le powiat de Nowy Dwór Mazowiecki de la voïvodie de Mazovie dans le centre-est de la Pologne.
Il se situe à environ 3 kilomètres au sud de Nasielsk (siège de la gmina), 18 km au nord-est de Nowy Dwór Mazowiecki (siège du powiat) et à 43 km au nord de Varsovie (capitale de la Pologne).
Le village compte approximativement une population de 360 habitants en 2006.

## Histoire
De 1975 à 1998, le village appartenait administrativement à la voïvodie de Ciechanów.